# Rhegmoclema madarum
Rhegmoclema madarum är en tvåvingeart som beskrevs av Cook 1971. Rhegmoclema madarum ingår i släktet Rhegmoclema och familjen dyngmyggor. Inga underarter finns listade i Catalogue of Life.